# Zamek w Seredniem
Zamek w Seredniem (węg. Szerednyei vár) – zbudowany w XIII w. przez zakon templariuszy w Seredniem na Zakarpaciu.

## Historia
Zamek w rękach templariuszy był do 1312 r. Kolejnym właścicielem był zakon św. Pawła Pierwszego Pustelnika (paulini). 
W 1526 r. był własnością rodziny Dobó. W 1572 roku w murach zamku zmarł István Dobó, bohaterski obrońca zamku Eger przed Turkami. Zamek odgrywał ważną rolę w ochronie szlaku handlowego łączącego Użgorod ze Lwowem. W XVII wieku zamek był własnością rodzina Rakoczy. Obiekt został zniszczony podczas powstania Rakoczego w latach 1703–1711 i od tego czasu pozostaje ruiną. 
Do współczesnych czasów ocalały pozostałości romańskiej baszty o wymiarach 17x18 m o ścianach grubych na 2,5 m.